# Соболихо-Пуршевский сельсовет
Соболихо-Пуршевский сельсовет — упразднённая административно-территориальная единица, существовавшая на территории Московской области в 1929—1954 годах.
Соболихо-Пуршевский сельсовет был образован 12 июля 1929 года в составе Реутовского района Московского округа Московской области путём объединения Пуршевского и Соболихинского с/с.
23 июля 1930 года Московский округ был упразднён и Реутовский район перешёл в прямое подчинение Московской области.
19 мая 1941 года Реутовский район был переименован в Балашихинский.
14 июня 1954 года Соболихо-Пуршевский с/с был упразднён. При этом его территория была передана в Новомилетский с/с.